# 1930er
Portal Geschichte | Portal Biografien | Aktuelle Ereignisse | Jahreskalender | Tagesartikel

◄ |
19. Jh. |
20. Jahrhundert
| 21. Jh.

◄ |
1900er |
1910er |
1920er |
1930er
| 1940er | 1950er | 1960er | ►

1930 |
1931 |
1932 |
1933 |
1934 |
1935 |
1936 |
1937 |
1938 |
1939
Die 1930er-Jahre begannen mit dem 1. Januar 1930 und endeten mit dem 31. Dezember 1939.
Das Jahrzehnt war geprägt von politischen Veränderungen weltweit. In Deutschland gerieten ab 1930 freiheitliche, emanzipatorische Lebensentwürfe zunehmend unter Druck. Auslöser war die Weltwirtschaftskrise, auch wenn diese nach drei Jahren überwunden schien. Als Folge kamen autoritäre, extremen Nationalismen gehorchende diktatorische Systeme an die Macht, was in Deutschland in eine durch die Mehrheitsgesellschaft akzeptierte Weltanschauungsdiktatur einmündete, die Juden zunehmend entrechtete und verfolgte und die demokratische Vielfalt beseitigte: den Nationalsozialismus mit seinen Gewaltexzessen. Als Gegenmodell konsolidierte sich die Sowjetunion, wo sich seit den 1920er Jahren ein anderes diktatorisches System auf die Ideen von Marx und Lenin berief und seine inländischen Gegner verfolgte. Im Laufe des Jahrzehnts begann in mehreren Staaten West- und Mitteleuropas der Aufstieg faschistischer Regime: Hitlers Machtergreifung (1933), der Austrofaschismus (1933/34–1938), Francos Sieg im Spanischen Bürgerkrieg (1936–1939) und die Neuordnung europäischer Grenzen durch den Anschluss Österreichs und des Sudetenlands im Zuge des Münchner Abkommens und den ersten Wiener Schiedsspruch. In Amerika kam es durch Präsident Franklin D. Roosevelts Sozial- und Wirtschaftspolitik („New Deal“) zu einer Besserung der Great Depression und der Abschaffung der Prohibition.

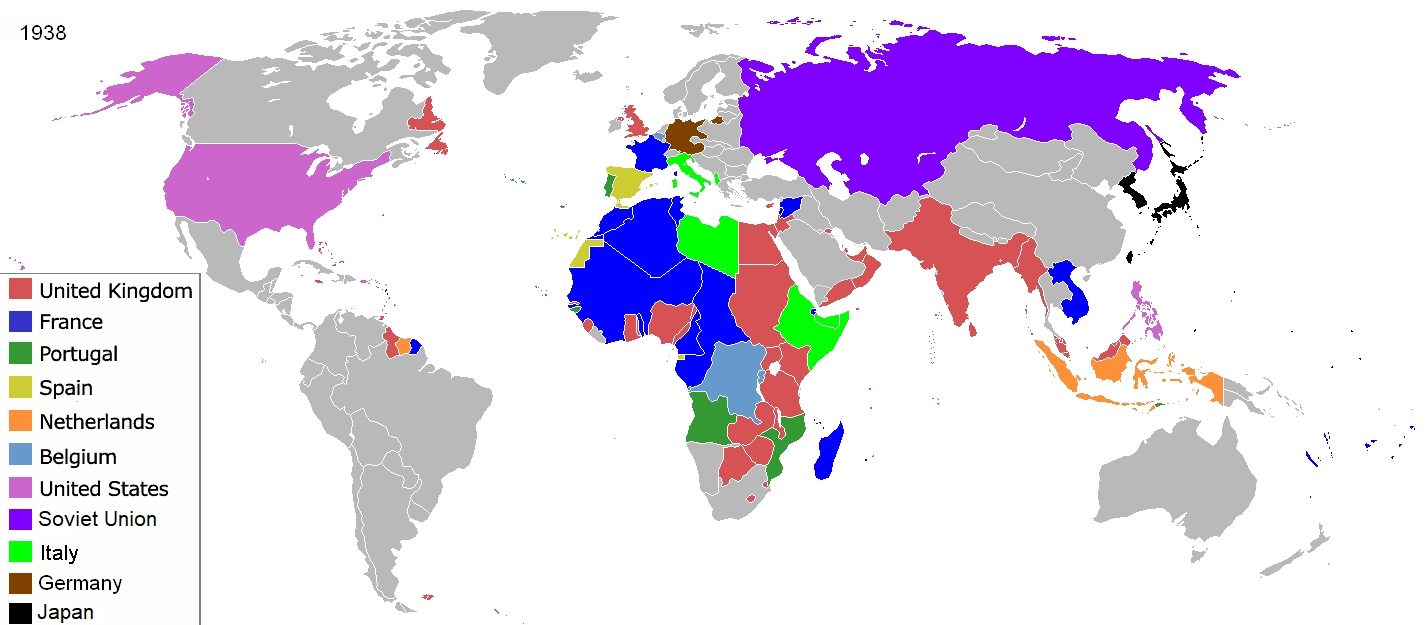
Weltkarte 1938

Die zweite Hälfte der 1930er waren geprägt durch den Ausbruch zahlreicher nationalistischer Kriege wie der, durch die aggressive Kolonialpolitik Italiens, verursachte Abessinienkrieg (1935–1936), der Angriff Japans auf China (ab 1937) und der Überfall auf Polen durch das Deutsche Reich, der letztendlich in den Zweiten Weltkrieg mündete (ab 1939).

## Ereignisse
- 1930: Salzmarsch von Mahatma Gandhi
- 1930: Abzug der Truppen Frankreichs aus dem Rheinland und Ende der Ruhrbesetzung
- 1931: Mandschurei-Krise
- Weltwirtschaftskrise, Massen-Arbeitslosigkeit bis Mitte der 1930er Jahre
- Chacokrieg zwischen Paraguay und Bolivien (1932–1935)
- Machtergreifung der NSDAP, Reichstagsbrandverordnung, Ermächtigungsgesetz (1933)
- Abessinienkrieg zwischen Italien und Äthiopien (1935–1936)
- 1936: Rheinlandbesetzung, Einmarsch von Truppen der Wehrmacht in das entmilitarisierte Rheinland
- Spanischer Bürgerkrieg (1936–1939)
- Ab 1937 (bis 1945): Zweiter Japanisch-Chinesischer Krieg
- 1. September 1939: Beginn des Zweiten Weltkriegs (Zeittafel dazu)

Wissenschaft
- Breguet bleibt mit seinem Helikopter über eine Stunde in der Luft, steigt auf 158 Meter hoch. Dazu tragen bewegliche Rotorblätter bei.[1]
- 17. Dezember 1938: Otto Hahn entdeckt die Kernspaltung des Uran-Atoms, die wissenschaftliche und technologische Grundlage zur Nutzung der Kernenergie

## Kulturgeschichte

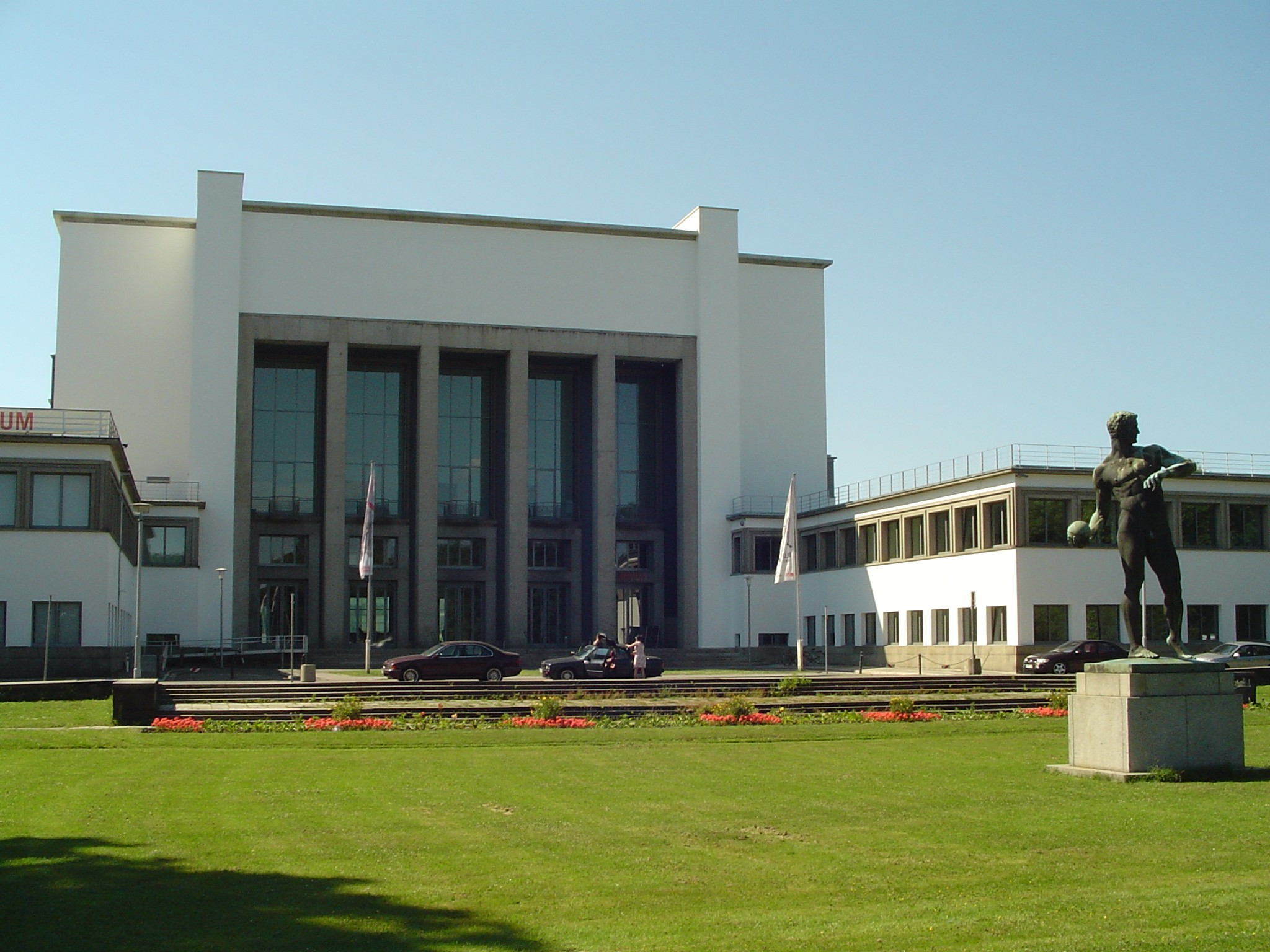
Hygienemuseum, Dresden, 1930

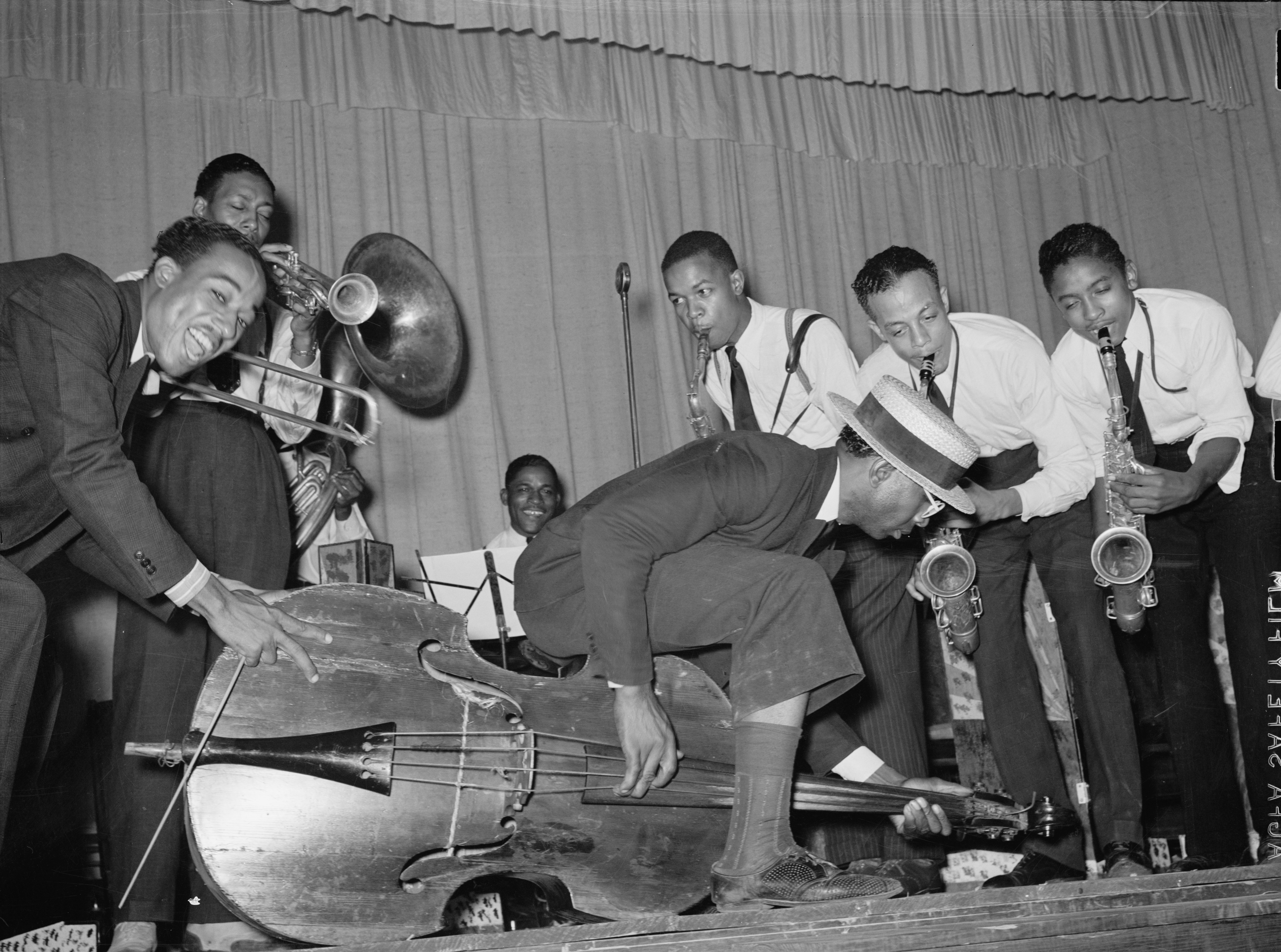
Swing-Band beim National Rice Festival in Crowley, Louisiana, 1938

- Die Comicfigur Batman, erscheint erstmals 1939 in den Detective Comics.
- KdF-Wagen, Kraft durch Freude
- Internationale Hygiene-Ausstellung Dresden 1930
- Olympische Sommerspiele 1936
- Reichsautobahn
- Trix (Modelleisenbahn)
- Volksempfänger
- Zeppelin

### Musik
- Big Band Swing
- Zwölftontechnik

### Film

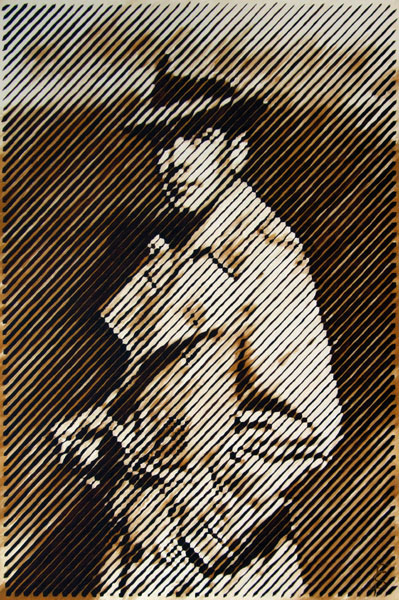
Humphrey Bogart, Öl auf Leinwand von Eva M. Paar, 2007

#### Relevante Strömungen
- Screwball-Komödie
- Horrorfilm
- NS-Propagandafilm
- Gangsterfilm

#### Einzelbeiträge international
| - Lichter der Großstadt - Moderne Zeiten - Die Marx Brothers im Krieg - Vor Blondinen wird gewarnt - Laurel und Hardy: Die Klotzköpfe - Der Zauberer von Oz - Schneewittchen und die sieben Zwerge | - King Kong und die weiße Frau - Frankenstein - Frankensteins Braut - Dracula - Die Mumie - White Zombie - Der Unsichtbare (1933) | - Jagd auf James A. - Der öffentliche Feind - Chicago – Engel mit schmutzigen Gesichtern - Der Mann, der zuviel wusste - Die 39 Stufen - Der dünne Mann - Blinde Wut | - Marokko - Blonde Venus - Ein Stern geht auf - Mr. Smith geht nach Washington - Menschen im Hotel - Robin Hood – König der Vagabunden - Stagecoach |

#### Einzelbeiträge national
- M
- Das Testament des Dr. Mabuse
- Der blaue Engel
- Die Drei von der Tankstelle
- Fünf Millionen suchen einen Erben
- Der Mann, der Sherlock Holmes war
- Hitlerjunge Quex
- Triumph des Willens

#### Oscar-Gewinner (Bester Film)
- 1930: Im Westen nichts Neues
- 1931: Pioniere des wilden Westens
- 1932: Menschen im Hotel
- 1933: keine Oscarverleihung
- 1934: Kavalkade
- 1935: Es geschah in einer Nacht
- 1936: Meuterei auf der Bounty
- 1937: Der große Ziegfeld
- 1938: Das Leben des Emile Zola
- 1939: Lebenskünstler

### Bildende Kunst
- Entartete Kunst
- Salvador Dalí: Die Beständigkeit der Erinnerung
- Pablo Picasso: Guernica

## Persönlichkeiten

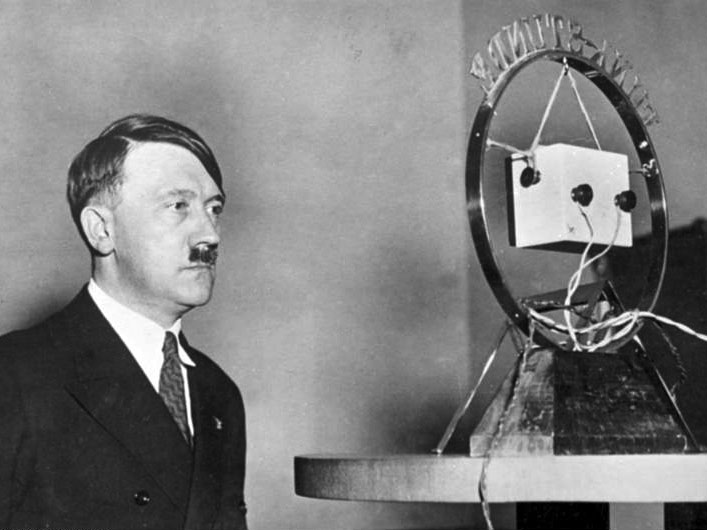
Adolf Hitler vor Rundfunk-Mikrofon, 1933

### Politik
- Georg V., britischer König
- Eduard VIII., britischer König
- Georg VI., britischer König
- Ramsay MacDonald, britischer Premierminister
- Stanley Baldwin, britischer Premierminister
- Arthur Neville Chamberlain, britischer Premierminister
- Herbert Hoover, US-amerikanischer Präsident
- Franklin D. Roosevelt, US-amerikanischer Präsident
- Albert Lebrun, französischer Präsident
- Édouard Daladier, französischer Premierminister
- Pius XI., Papst
- Heinrich Brüning, deutscher Reichskanzler
- Kurt von Schleicher, deutscher Reichskanzler
- Franz von Papen, deutscher Reichskanzler
- Paul von Hindenburg, deutscher Reichspräsident
- Adolf Hitler, Diktator
- Rudolf Heß, Stellvertreter Hitlers
- Hermann Göring, nationalsozialistischer deutscher Politiker
- Francisco Franco, Diktator
- Benito Mussolini, Diktator
- Josef Stalin, Diktator

### Film
- Josephine Baker
- Warner Baxter
- Humphrey Bogart Humphrey Bogart, Öl auf Leinwand von Eva M. Paar, 2007
- Marlene Dietrich
- Marx Brothers
- Clark Gable
- Judy Garland
- Oliver Hardy
- Jean Harlow
- Johannes Heesters
- Katharine Hepburn
- Leslie Howard
- Stan Laurel
- Vivien Leigh
- Heinz Rühmann
- Barbara Stanwyck
- Shirley Temple
- Thelma Todd
- Alfred Hitchcock
- Frank Capra
- David O. Selznick

### Musik
- Louis Armstrong
- Benny Goodman
- Tommy Dorsey
- Fats Waller
- Count Basie
- Billie Holiday
- Bing Crosby

### Gesellschaft

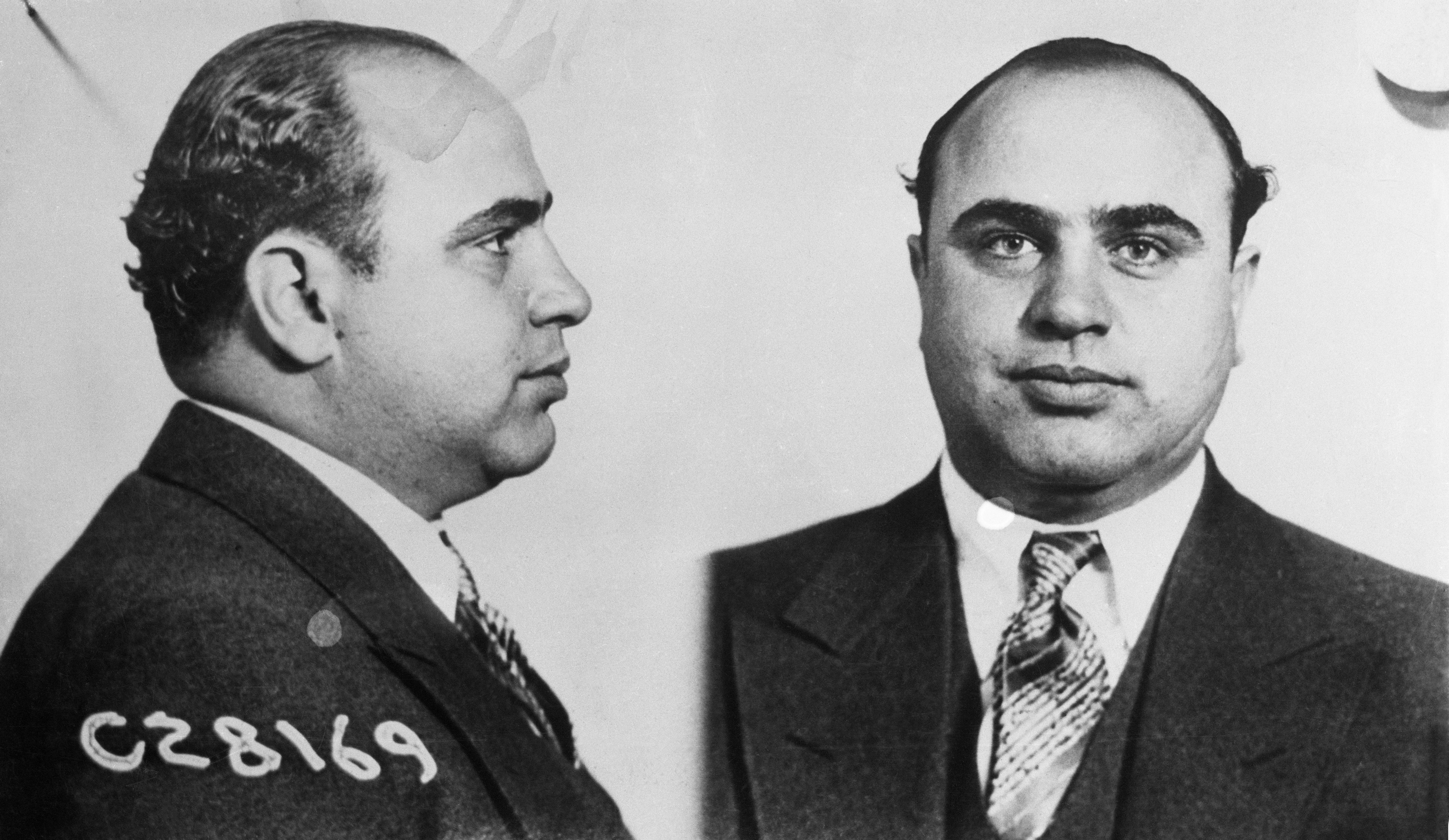
Offizielles Polizeifoto Capones vom 17. Juni 1931

- Al Capone Offizielles Polizeifoto Capones vom 17. Juni 1931
- Bonnie und Clyde
- John Dillinger
- Lucky Luciano